# Anglo-Birmezen
De Anglo-Birmezen zijn een gemengde bevolkingsgroep in Birma, tegenwoordig beter bekend als Myanmar. De bevolkingsgroep is ontstaan toen Europeanen uit de Europese koloniën aan de Birmese kust (Engelsen, Nederlanders, Fransen en Portugezen) trouwden met de inheemse bevolking.
De term Anglo-Birmezen wordt gebruikt voor de bevolkingsgroep uit Birma die gemengd zijn met de Europeanen. Andere bevolkingsgroepen uit Birma met Europees bloed zoals Chinezen, Karen, Shan, Mon enz. worden soms ook met deze term aangeduid.

## Nederlands deel
Toen de Nederlandse VOC na de Portugezen en Fransen kustkolonies verwierf aan de kust van Birma, kwamen de Nederlandse scheepslieden samen met Armeense matrozen handel drijven met de Birmezen. Beide hebben hun sporen achtergelaten. Een redelijk percentage van de Anglo-Birmezen hebben hun etnische wortels ook in Nederland liggen.